# 玉夫座矮星系
在鄰近玉夫座內的不規則星系，請參見玉夫座矮不規則星系。
玉夫座矮星系（也稱為玉夫座矮橢圓星系或玉夫座矮橢球星系）是銀河系的衛星星系。這個星星系位於玉夫座，是一個矮橢球星系，於1938年被哈洛·夏普利發現，距離太陽系大約290,000 光年。

### 外部連結
- SEDS entry on the Sculptor Dwarf